# Odstojnik

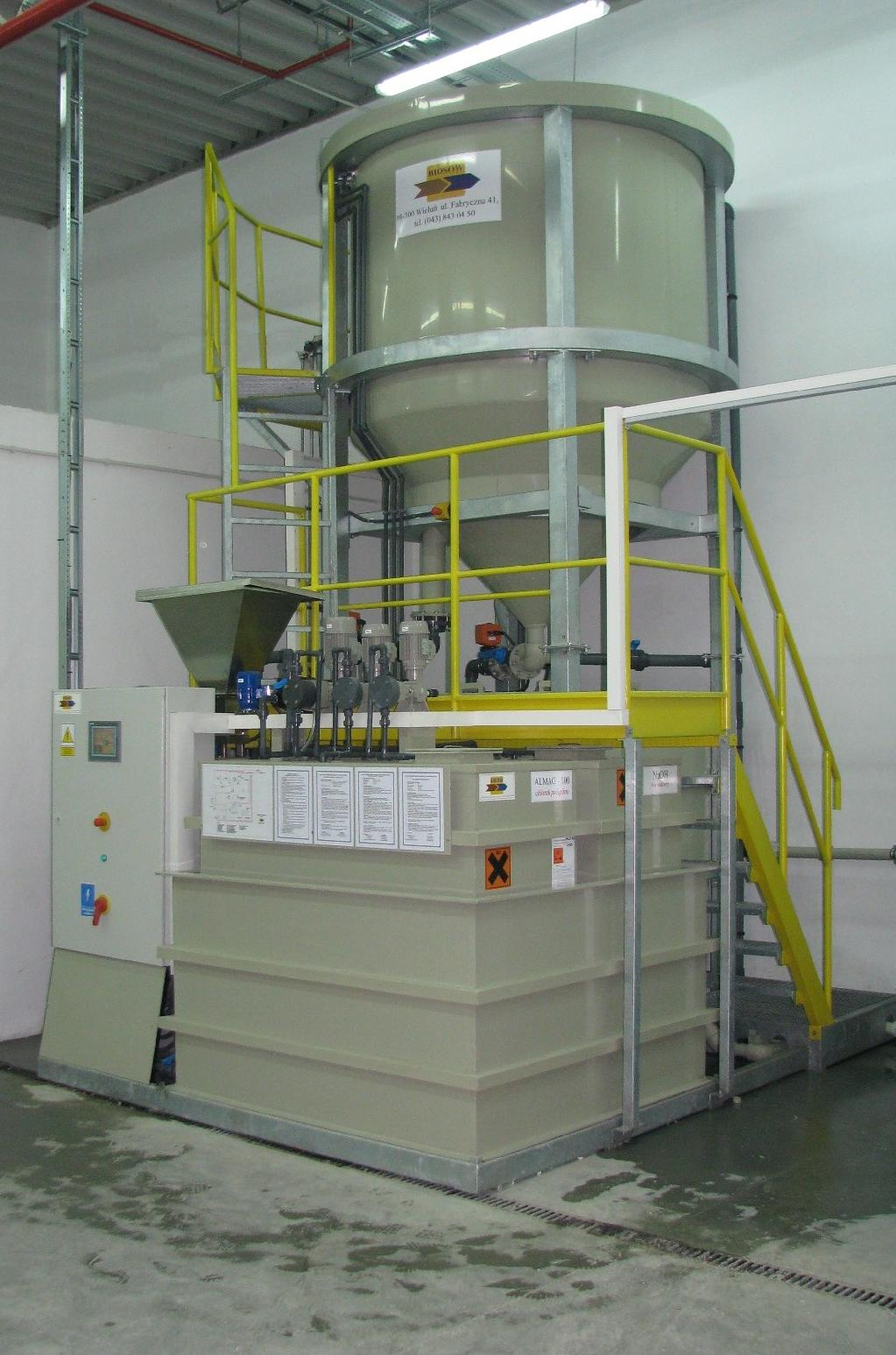
Zblokowany osadnik sekwencyjny. Sedymentacja wspomagana chemicznie - oczyszczanie ścieków z produkcji tektury.

Odstojnik (także osadnik) – zbiornik, w którym przebiega grawitacyjne osiadanie zanieczyszczeń zawartych (w postaci zawiesin) w zanieczyszczonej wodzie (również ściekach) z gospodarstw domowych, w kopalniach lub zakładach przemysłowych. Dzięki temu możliwe jest wykorzystywanie wody w obiegu zamkniętym, lub odprowadzenie ścieków do kanalizacji w przypadku ścieków przemysłowych, lub rzeki w przypadku ścieków komunalnych.
Osadniki spełniają szczególną rolę w oczyszczalniach ścieków (osadnik Imhoffa).
Jeżeli grawitacyjnie oczyszczane są gazy z pyłów, mówi się o komorach osadczych.